# 牛黄
牛黄（ごおう）は牛の胆石を使用した生薬で、漢方薬の薬材。解熱、鎮痙、強心などの効能がある。救心、六神丸などの、動悸・息切れ・気付けを効能とする医薬品の主成分となっている。日本薬局方に収録されている生薬である。
牛の胆石は、人為的ではない状態では千頭に一頭の割合でしか発見されない、と言われていたため、大規模で食肉加工する設備を有する国が牛黄の主産国となっている。オーストラリア、アメリカ、ブラジル、インドなどの国がそうである。ただし、BSEの問題で北米産の牛黄は事実上、使用禁止となっていることと、中国需要の高まりで、牛黄の国際価格は上げ基調である。
現在では、牛を殺さずに胆汁を取り出して体外で結石を合成したり、外科的手法で牛の胆嚢内に結石の原因菌を注入して確実に結石を生成させる、「人工牛黄」または「培養牛黄」が安価な生薬として普及しつつある。タウリン（taurine）は牛の胆汁から発見されたため、ラテン語で雄牛を意味する「タウルス（taurus）」から命名された。胆汁は、水彩画でぼかし・にじみ用の界面活性剤として用いることもある。